# Stols
Stols is een Nederlandse familie die vooral bekend is geworden als Maastrichtse drukkers- en uitgeversfamilie.

## Geschiedenis
De stamreeks begint met Johannes Stols (1652-overleden na 1707) die in 1677 burger van Maastricht werd. Zijn zoon was slotenmaker, zijn kleinzoon koopman. Een lid van de achtste generatie, Ludovicus Hubertus Alexander Stols (1870-1942), werd boekdrukker en uitgever van Boosten & Stols. Het was diens zoon Sander (1900-1973) die mede de uitgeverij beroemd en tot een van de belangrijkste Nederlandse uitgeverijen van de 20e eeuw zou maken.
De familie werd in 1930 opgenomen in het genealogische naslagwerk Nederland's Patriciaat.

## Enkele telgen
Hendrik Stols (1803-1869), fabrikant te Maastricht 
- Alexander Hubert Stols (1832-1888), fabrikant te Maastricht
  - Maria Clementine Stols (1865-1932); trouwde in 1896 met Hubert Nicolaas Michel van Aubel (1863-1925), mede-eigenaar Bierbrouwerij Gebrs. J. & M. van Aubel te Lanaken
  - Ludovicus Hubertus Alexander Stols (1870-1942), boekdrukker en uitgever van Boosten & Stols
    - Alexandre Alphonse Marius Stols (1900-1973), uitgever, directeur van The Halcyon Press
    - ir. Alphonse Auguste Jean Stols (1901-1985), boekdrukker en uitgever, lid van de firma Boosten & Stols
    - Clément Marie Stols (1903-1980), boekdrukker en uitgever, lid van de firma Boosten & Stols

Geslachten die opgenomen zijn in het sinds 1910 verschijnende genealogische naslagwerk Nederland's Patriciaat. Lijst volgens opgave van het CBG Centrum voor familiegeschiedenis.
A · B · C · D · E · F · G · H · I · J · K · L · M · N · O · P · Q · R · S · T · U · V · W · Y · Z